# Staffelführer
Staffelführer fue uno de las primeros rangos militares utilizados por las Schutzstaffel (SS) en los primeros años de existencia de esta organización. El rango de Staffelführer tiene sus orígenes en la Primera Guerra Mundial, donde el título fue utilizado por los oficiales al mando de los escuadrones de aviones de la Luftstreitkräfte del Deutsches Heer inicialmente llamados Feldflieger Abteilung como unidades de observación solamente en 1914, y durante 1916, se conocieron como Staffeln.
El rango de Staffelführer se creó por primera vez en septiembre de 1925 cuando las SS se formaron oficialmente siguiendo las líneas del Stoßtrupp-Hitler, previamente disuelto, que había sido un destacamento de guardaespaldas personal de las Sturmabteilung encargado de la protección personal de Adolf Hitler en mítines y reuniones del Partido nacionalsocialista.
Las primeras SS se formaron en varios Zehnerstaffeln, o "grupos de diez". Cada unidad de las SS comprendía no más de diez SS-Mann bajo el mando de un SS-Staffelführer, o líder de escuadrón. El Staffelführer a su vez respondía ante un SS-Gauführer local, o líder de distrito, que respondía ante el líder nacional de las SS, conocido como Reichsführer-SS.
En abril de 1926, la unidad básica de las SS se había convertido en el SS-Sturm más grande, que comprendía hasta cincuenta soldados de las SS. El rango de Staffelführer, en este punto, se conocía simplemente como SS-Führer. En 1929, el rango de SS-Führer pasó a llamarse oficialmente SS-Sturmführer. En 1930, el rango de SS-Staffelführer casi había desaparecido de las SS. Reapareció al año siguiente, en 1931, como rango del NSKK.
En los primeros años de su existencia, el SS-Staffelführer no tenía insignias y los poseedores del rango simplemente vestían uniformes militares con una variedad de insignias nacionalsocialistas. En 1929, un SS-Staffelführer podía ser identificado por un brazalete con la esvástica con una raya circular blanca.